# 漢布倫縣 (田納西州)
漢布倫县（英語：Hamblen County）是美國田納西州東北部的一個縣。面積455平方公里。根据美國2000年人口普查，共有人口58,128人。縣治莫里斯敦 （Morristown）。
成立於1870年6月8日。縣名紀念律師、地主、霍金斯縣法官希西家·漢布倫 （Hezekiah Hamblen）。